# Apalocnemis salesopolis
Apalocnemis salesopolis är en tvåvingeart som beskrevs av Smith 1962. Apalocnemis salesopolis ingår i släktet Apalocnemis och familjen Brachystomatidae. Inga underarter finns listade i Catalogue of Life.